# Scotopteryx mediofasciata
Scotopteryx mediofasciata är en fjärilsart som beskrevs av Bytinsky-salz 1937. Scotopteryx mediofasciata ingår i släktet backmätare, och familjen mätare. Inga underarter finns listade.